# Ange déchu

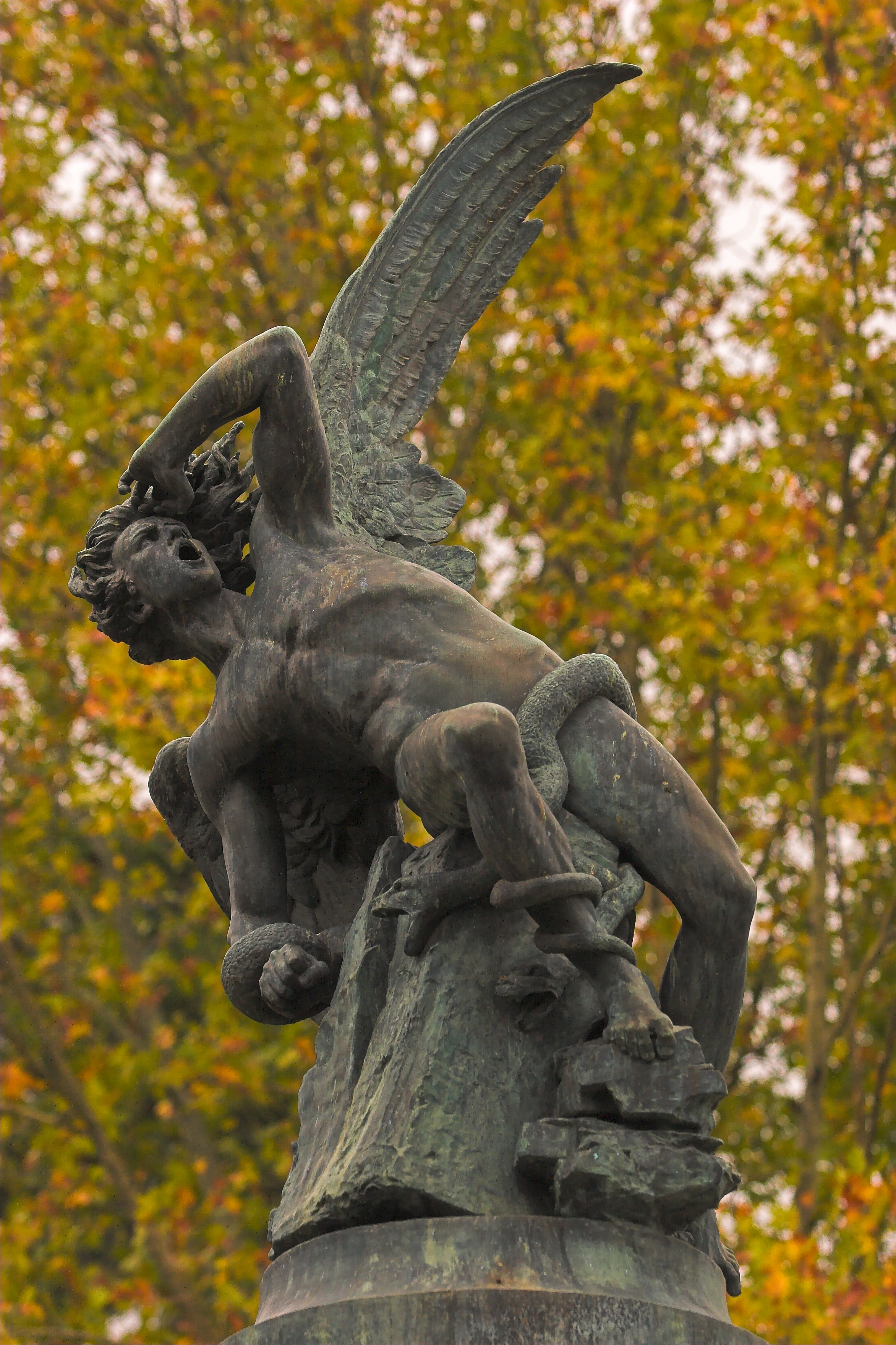
Fontaine de l'Ange déchu, sculpture de Ricardo Bellver, 1877.

Un ange déchu, dans les traditions chrétienne et juive, est un ange exilé ou banni du Paradis en punition de sa désobéissance ou de sa rébellion contre Dieu. En islam, on parle surtout de Jinn, des créatures ayant le libre arbitre comme les hommes. Le plus connu d'entre eux est Lucifer, plus tard assimilé à Satan. Parmi les principales références aux anges déchus dans la Bible, on a des très nombreuses évocations dans les Evangiles, les nommant : démons, esprits mauvais, légion, esprits impurs, et concernant Lucifer : Béelzéboul, Lucifer, Satan, Père du mensonge ou encore Prince de ce monde. Jésus est celui qui a autorité sur eux dans le Nouveau Testament, il les expulse, mais eux le « reconnaissent » et disent « savoir qui Il est », à savoir « le Saint de Dieu ». 

## Tradition juive

### Genèse

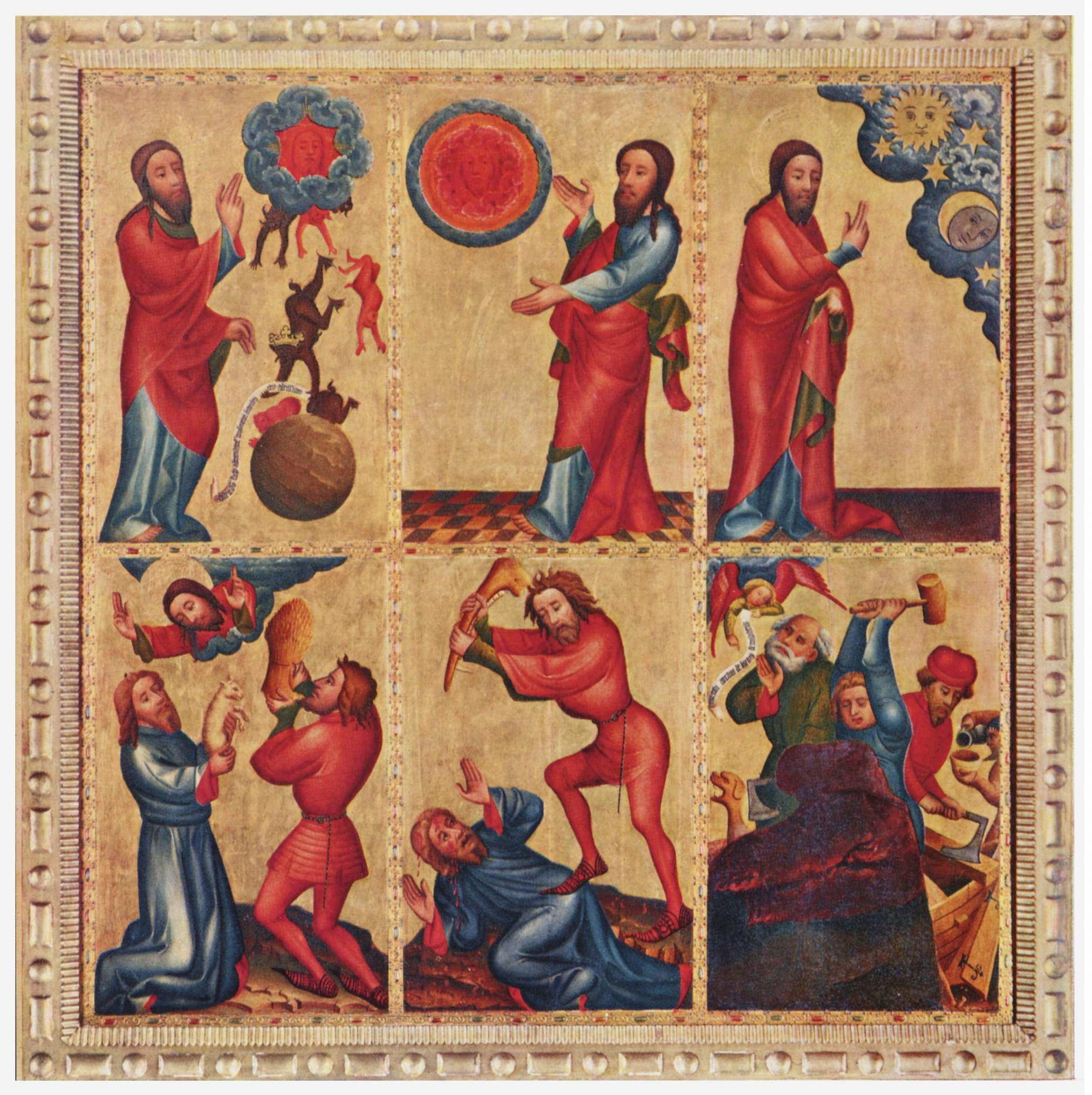
Miniature médiévale gothique illustrant la Genèse.

Dans la Religion juive, les Grigoris sont des êtres célestes descendus sur terre pour surveiller les hommes, mais qui se sont mariés avec des femmes humaines et ont eu des enfants, appelés nephilim. Les « fils de Dieu » se réfèrent aux anges dans l'Ancien Testament :
Lorsque les hommes eurent commencé à se multiplier sur la face de la terre, et que des filles leur furent nées,
les fils de Dieu virent que les filles des hommes étaient belles, et ils en prirent pour femmes parmi toutes celles qu’ils choisirent.
Alors YHWH dit : Mon esprit ne jugera plus l'homme pour ses fautes, car l’homme est fait de chair, et ses jours seront de cent vingt ans.
Les nephilims se trouvaient sur la terre en ces jours-là, et aussi après cela, quand les fils du vrai Dieu continuèrent d’avoir des rapports avec les filles des hommes et qu’elles leur donnèrent des fils: ils furent les hommes forts du temps jadis, les hommes de renom. 
La tradition juive regarde les Grigori comme des anges déchus, mais le mythe peut être un fragment d'une mythologie païenne, où les dieux se croisaient avec des humains pour produire des héros. La tradition chrétienne considérera que les fils de Dieu ici évoqués ne sont pas des anges et ne puisera pas dans ce passage la source du concept d'anges déchus.

### Livre d'Isaïe
- Le Livre d'Isaïe contient un passage qui a été interprété comme une mention de la chute de l'ange rebelle : « Te voilà tombé du ciel, Astre brillant, fils de l'aurore ! Tu es abattu à terre, Toi, le vainqueur des nations ! Tu disais en ton cœur : Je monterai au ciel, J'élèverai mon trône au-dessus des étoiles de Dieu ; Je m'assiérai sur la montagne de l'assemblée, A l'extrémité du septentrion ; Je monterai sur le sommet des nues, Je serai semblable au Très Haut. Mais tu as été précipité dans le séjour des morts, dans les profondeurs de la fosse[4]. »
- La raison de la chute semble résider dans un orgueil et une volonté d'égaler Dieu et cette opinion a prévalu dans la tradition chrétienne. Ce passage du livre d'Isaïe pourrait faire référence au roi déchu de Babylone, ce que semble clairement confirmer la suite (Isaïe 14, 4).

### Livre d'Ézéchiel
Le livre d'Ézéchiel fait également référence à un ange déchu, un « chérubin protecteur » : « Je t'avais installé, et tu y étais, sur la sainte montagne de Dieu [...] et ce jusqu'à ce qu'on trouve de l'injustice en toi. »

## Tradition chrétienne

### Catéchisme catholique

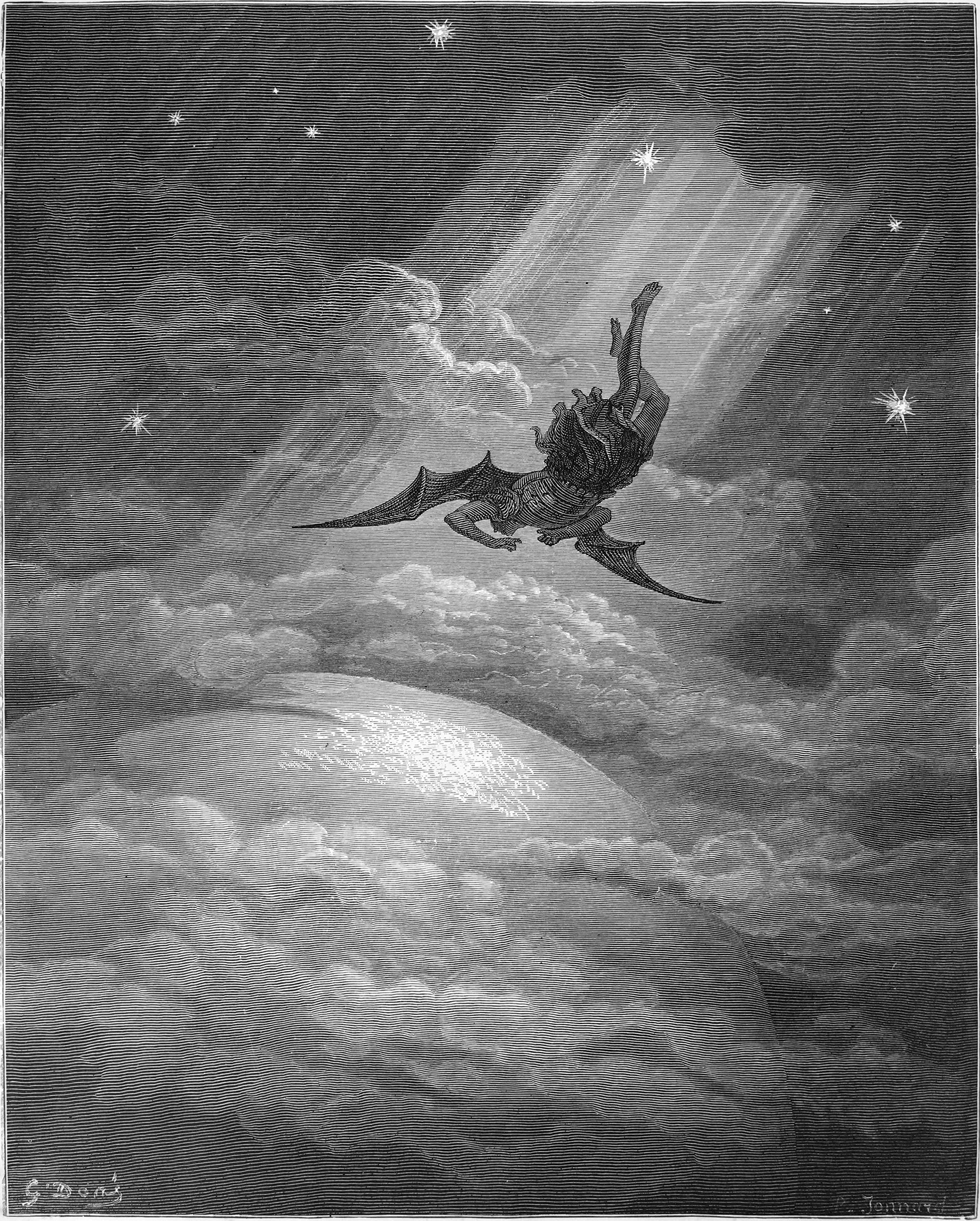
La chute de Lucifer, illustration de Gustave Doré.

Selon l'enseignement du catéchisme de l'Église catholique, les anges furent tous créés par Dieu pour être bons, mais certains[Lesquels ?] devinrent mauvais et se retournèrent contre leur créateur. Cette conception s'appuie sur les écrits bibliques : l'ange rebelle fut déchu selon Isaïe et Ézéchiel dans l'Ancien Testament et Pierre et Jude dans le Nouveau Testament,.
Les anges étant infiniment intelligent, leur choix est irrévocable car ils ne changent pas d'avis, ils ne peuvent pas redevenir des anges. Matthieu qualifie cette rébellion de péché impardonnable dans « cet âge ou un âge à venir ».
Le Livre de l'Apocalypse décrit une guerre dans les Cieux entre les anges menés par l'archange  Michel et ceux dirigés par Lucifer. Les motifs de la rébellion ne sont pas connus, mais les théologiens ont admis plusieurs hypothèses dont les plus probables seraient (dans l'ordre du plus au moins probable): un désir d'être semblable à Dieu; un refus de se prosterner devant l'humanité; un refus de reconnaître le mystère de l'Incarnation par exercice du libre arbitre.

### Explication de la chute
- Tertullien présenta Lucifer[réf. nécessaire] comme le « plus sage de tous les anges avant d'être le diable[14] ». Saint Thomas d'Aquin en sa somme théologique reprendra l'affirmation de Saint Grégoire le Grand qui disait que le premier ange qui a péché était placé à la tête de toutes les cohortes célestes et qu'il surpassait tous les autres en lumière et en splendeur[15],[16]. Dès lors, la tradition chrétienne s'attachera à expliquer les raisons de cette chute.
- S'appuyant sur la Genèse[17] et sur le livre d'Hénoch[18], Justin expliquera la chute des anges rebelles par leur commerce charnel avec les filles d'hommes ; Justin dit [19] : « Dieu confia le soin des hommes et des choses terrestres à des anges. Mais les anges violant cet ordre, eurent commerce avec les femmes et en eurent des enfants qui sont les démons. » Cette thèse fut abandonnée car le Livre d'Hénoch n'est pas reconnu dans les canons juifs et chrétiens et le passage de la Genèse « les fils de Dieu virent que les filles des hommes étaient belles, et ils prirent pour femmes celles qu'ils choisirent parmi elles » est interprété autrement : les fils de Dieu seraient des descendants de Seth opposés aux filles des hommes descendantes de Caïn.
- Irénée de Lyon développera l'idée que c'est la jalousie de l'ange qui est la cause de sa chute ; s'appuyant sur le Livre de la Sagesse : « Mais par l'envie du diable, la mort est entrée dans le monde et la subissent ceux qui sont de son parti[20]. » L'évêque de Lyon déclare : « Ce commandement l'homme ne l'observa pas, mais il désobéit à Dieu, ayant été égaré par l'ange qui, à cause de la jalousie et de l'envie qu'il éprouvait à l'égard de l'homme pour les nombreux dons que Dieu lui avait accordés, tout ensemble provoqua sa propre ruine et fit de l'homme un pécheur en le persuadant de désobéir au commandement de Dieu. L'ange étant devenu par un mensonge chef et guide du péché, et lui-même fut chassé pour s'être heurté à Dieu et il fit que l'homme fut précipité en dehors du Jardin d'Eden. »
- Pour Origène, la chute de l'ange provient de l'orgueil ; reprenant le Livre d'Isaïe[21], il affirme : « Comment Lucifer[réf. nécessaire] est-il tombé du ciel, lui qui se levait le matin ? Il s'est brisé et abattu sur la terre, lui qui s'en prenait à toutes les nations. Mais toi, tu as dit dans ton esprit : Je monterai au ciel, sur les étoiles du ciel je poserai mon trône, je siégerai sur le mont élevé au-dessus des monts élevés qui sont vers l'Aquilon. Je monterai au-dessus des nuées, je serai semblable au Très Haut. Or maintenant tu as plongé dans la région d'en bas et dans les fondements de la terre. » C'est par Origène que la théorie de l'orgueil fut introduite, théorie qui sera reprise par l’Église grecque, par Eusèbe de Césarée, et en occident par Saint Hilaire, Saint Ambroise et Saint Jérôme. Ce dernier déclare en son commentaire du Psaume 118 : « Le diable lui-même de par sa nature orgueilleuse a perdu la grâce quand il a dit : "J'établirai mon trône sur les nuées et serai semblable au Très Haut" (Isaïe XIV, 13 et 14) et il s'est mis en dehors de la compagnie des anges[22]. » Saint Augustin développe aussi la thèse de l'orgueil. Il déclare : « Ainsi la véritable cause de la béatitude des bons anges, c'est qu'ils demeurent unis à celui qui est souverainement. Et voici la cause de la misère des mauvais anges, c'est qu'ils se détournent de celui qui a l'être en soi, pour se tourner vers eux-mêmes qui ne l'ont pas. Et quel nom porte un tel vice si ce n'est le nom d'orgueil ? Car "l'orgueil est l'origine de tout péché". Ils n'ont pas  voulu rapporter à Dieu leurs excellences. Eux qui, par leur union avec l'être souverain, auraient eu plus d'être, ont préféré moins d'être, en se préférant à lui[23]. »

### L'Ange déchu, le Serpent, Satan, Lucifer
- L'ange rebelle fut assimilé au Serpent de la Genèse et au Satan du Livre de Job[24] et du premier livre des Chroniques[25]. Satan, est le roi des « démons » qui sont les anciens anges qui, avec lui, se sont révoltés et ont chuté, devenant les ennemis de l'humanité et de Dieu.
- Le chef des anges déchus est fréquemment appelé Lucifer, sans qu'aucun texte de l'Ancien Testament ou du Nouveau n'utilise ce nom. L'assimilation à Lucifer provient du fait que Vénus était appelée « astre du matin », expression rappelant celle d'Isaïe. Ainsi, Jérôme de Stridon, vers  408[26], utilise le terme « Lucifer » pour traduire dans sa Vulgate l'hébreu HêYLêL du passage d'Isaïe. HêYLêL (ou HYLYL dans l'un des manuscrits de la mer Morte) vient de la racine HâLaL (« briller, luire » mais aussi « vouloir briller, se vanter, extravaguer[27] »). Les lexicographes Brown, Driver et Briggs, ainsi que Koehler et Baumgartner le traduisent par shining one (« celui qui brille »), qu'ils interprètent comme « étoile du matin[28] ». Dans la Septante, on lit ὁ ἑωσφόρος ὁ πρωὶ ἀνατέλλων, qui signifie « le porteur d'aurore, celui qui se lève le matin » qui désigne également le Christ dans l'évangile selon Matthieu. L'étymologie grecque de  Lucifer, Φωσφόρος (Phosphoros), est « porteur de lumière ». En latin, lux, luci- signifie « lumière » et fer, « porteur »[29],[30], et le nom d'étoile du matin lui est donné[31], sans qu'il ne soit fait de lien avec Satan. Depuis Satan est ainsi nommé Lucifer dans de nombreux écrits postérieurs à la Bible, notamment dans le texte de John Milton, Le Paradis perdu (7.131-134, parmi d'autres). Selon Milton, Satan était le plus brillant parmi les légions des anges, plus brillant même que les étoiles autour de lui[32].

## Tradition islamique

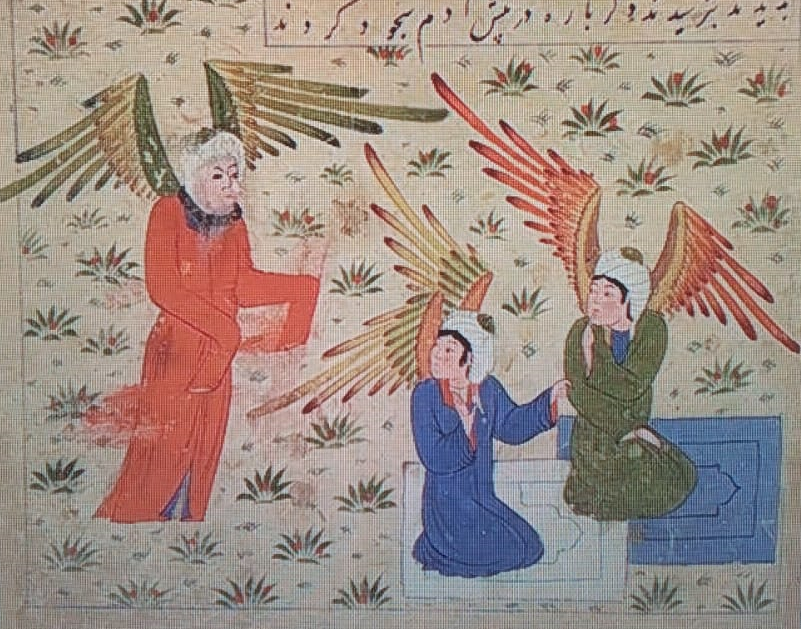
Deux anges se retournent pour voir qu'Iblis ne agenouille pas devant Adam. Peinture tirée d'un manuscrit de Ajāʾib al-makhlūqāt (Merveilles de la création) de al-Ṭūsī Salmānī, 14e siècle.

Le concept des anges déchus est bien présent dans l'Islam. Si le Coran présente les anges comme soumis à Allah, qu'il « est catégorique quant à leur obéissance, [...] il est en contradiction avec leur nature créée et leur relation à cet égard avec les Djinn et Shaytan. ». La parfaite obéissance des anges est une lecture traditionnelle des récits autour de la Création. Certains érudits comme Tabari et Ashari ont accepté les anges déchus et ne croyaient pas à l'impeccabilité des anges. Ils soutiennent que seuls les messagers parmi les anges sont infaillibles. L'infaillibilité des anges n'est pas claire dans le Coran lui-même, mais se réfère uniquement à des groupes spécifiques d'anges.
A contrario le Coran parle de la chute d'Iblis dans plusieurs sourates. Iblis, qui aurait refusé de se prosterner devant Adam, est ainsi un exemple d'ange déchu. L'origine de ce récit est le fond littéraire judéo-chrétien comme la Vie d'Adam ou les Questions de Barthélémy qui raconte le même épisode. « Une partie du texte est intégralement présente dans le Coran., qui conserve aussi une allusion à la déclaration d'orgueil du démon voulant établir son trône en face de celui de Dieu. » Si Iblis est présenté par le texte coranique tantôt comme un ange, tantôt comme un djinn, la majorité des commentateurs du Coran (le jumhûr), le considère comme un ange déchu devenu l'un des djinns.
Une autre sourate est une « difficulté dans la doctrine de l’impeccabilité des anges ». Elle fait allusion à  Harout et Marout, anges déchus pour avoir succombé aux plaisirs de la chair. Selon le récit ceux-ci ont été enfermés dans une fosse et auraient enseigné aux hommes la magie. Bien que le Coran ne soit pas clair sur le rôle d'Harout et Marout sur Terre, le récit a été canonisé par la tradition islamique. Tabari attribue cette histoire à Ibn Masud et Ibn Abbas. De nombreuses légendes à propos de ces anges sont présentes dans les commentaires coraniques classiques. Le récit est contredit par des penseurs musulmans défendant la doctrine de l’impeccabilité des anges.
Il existe ainsi un débat entre certains islamologues pour savoir si les djinns eux-mêmes ne seraient pas des anges déchus de la tradition judéo-chrétienne,, thèse défendue par Hawting. Patricia Crone critique cette approche. L'un de ses arguments est que les anges déchus n'essayent pas de « remonter » au ciel, comme le font les djinns. Hawting rappelle que dans des textes midrashiques liés à la tour de Babel, les anges déchus essayent d'atteindre le ciel. Pour Pregill, cette idée trouve s'inspire de la littérature du Proche Orient antique, comme dans le Livre d'Enoch. Tesei rappelle les relations ambiguës entre démons et anges dans le Coran mais aussi dans d'autres écrits antiques.

## Pseudépigraphes
La notion d’ange déchu se trouve dans la première section du livre d'Hénoch, un écrit pseudépigraphique de l'Ancien Testament considéré comme un texte apocryphe. Selon cet écrit, la chute des anges aurait été provoquée par leur envie de procréer : « Il arriva que lorsque les humains se furent multipliés, il leur naquit des filles fraîches et jolies. Les anges, fils du ciel, les regardèrent et les désirèrent. Ils se dirent l'un à l'autre : Allons nous choisir des femmes parmi les humains et engendrons-nous des enfants. Shemêhaza, qui était leur chef, leur dit : je crains que vous ne renonciez et je serai tout seul coupable d'un grand péché. Tous lui répondirent : Jurons tous en nous vouant mutuellement à l'anathème de ne pas renoncer à ce dessein que nous ne l'ayons accompli et que nous n'ayons fait la chose. »
Les anges mirent leurs projets à exécution et les femmes ainsi engrossées donnèrent naissance à des géants hauts de trois mille coudées, qui dévorèrent tout le fruit du labeur des peuples. Les enfants de ces géants seraient les nephilims.
Les anges déchus auraient appris aux femmes la botanique et l'usage des drogues. En plus, chaque ange aurait transmis aux hommes son savoir particulier : Azazel la métallurgie et la fabrication des armes, Shemêhaza la botanique et les charmes, Hermoni les exorcismes, la magie et la sorcellerie, Baraquiel l'astrologie, etc. Le livre d'Hénoch donne une liste de vingt anges descendus sur le mont Hermon : Shemêhaza ou Shemhazai, Arataqif, Ramtel, Kokabel, Tamiel, Ramel, Daniel, Ziquiel, Baraquiel, Asaël, (Azaël ou Azazel), Hermoni, Matariel, Ananiel, Setaouël, Shamshiel, Sahriel, Toumiel, Touriel, Yomiel, Yehadiel.

## Représentation dans les arts
Les anges déchus forment un thème artistique populaire, notamment à travers les illustrations de Gustave Doré, mais aussi de nombreux peintres de la Renaissance et de l'époque moderne.

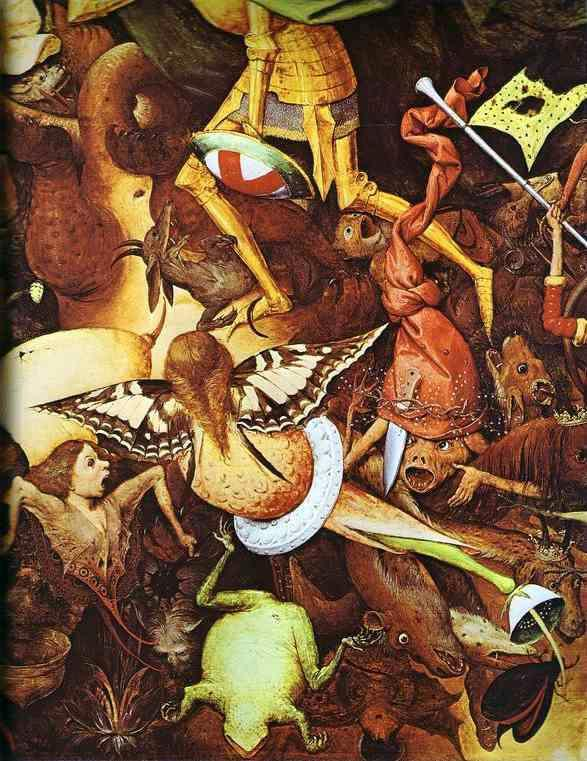
La Chute des anges rebelles Pieter Brueghel l'Ancien (détail, 1562).
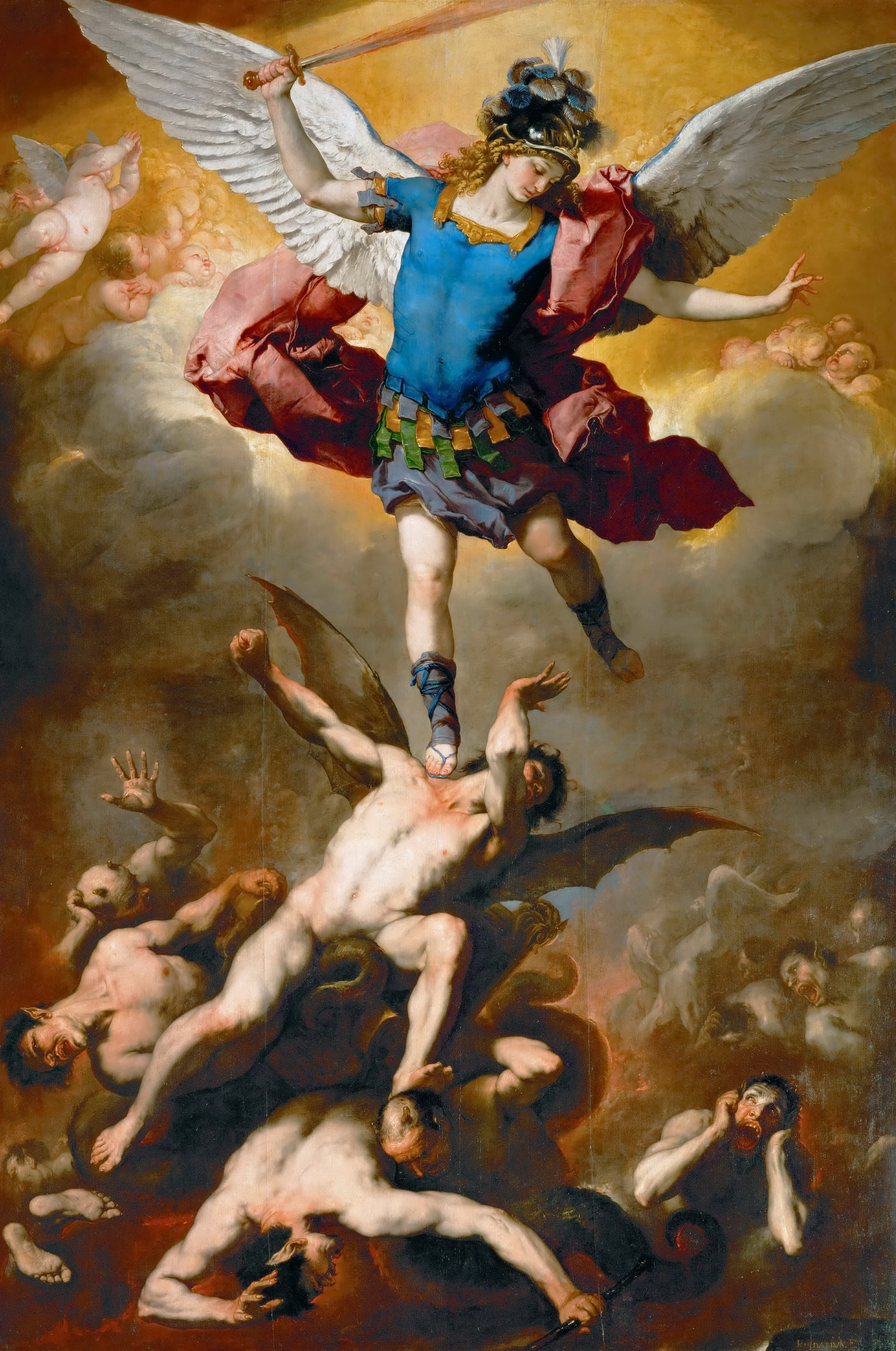
La Chute des anges rebelles Luca Giordano (vers 1666)
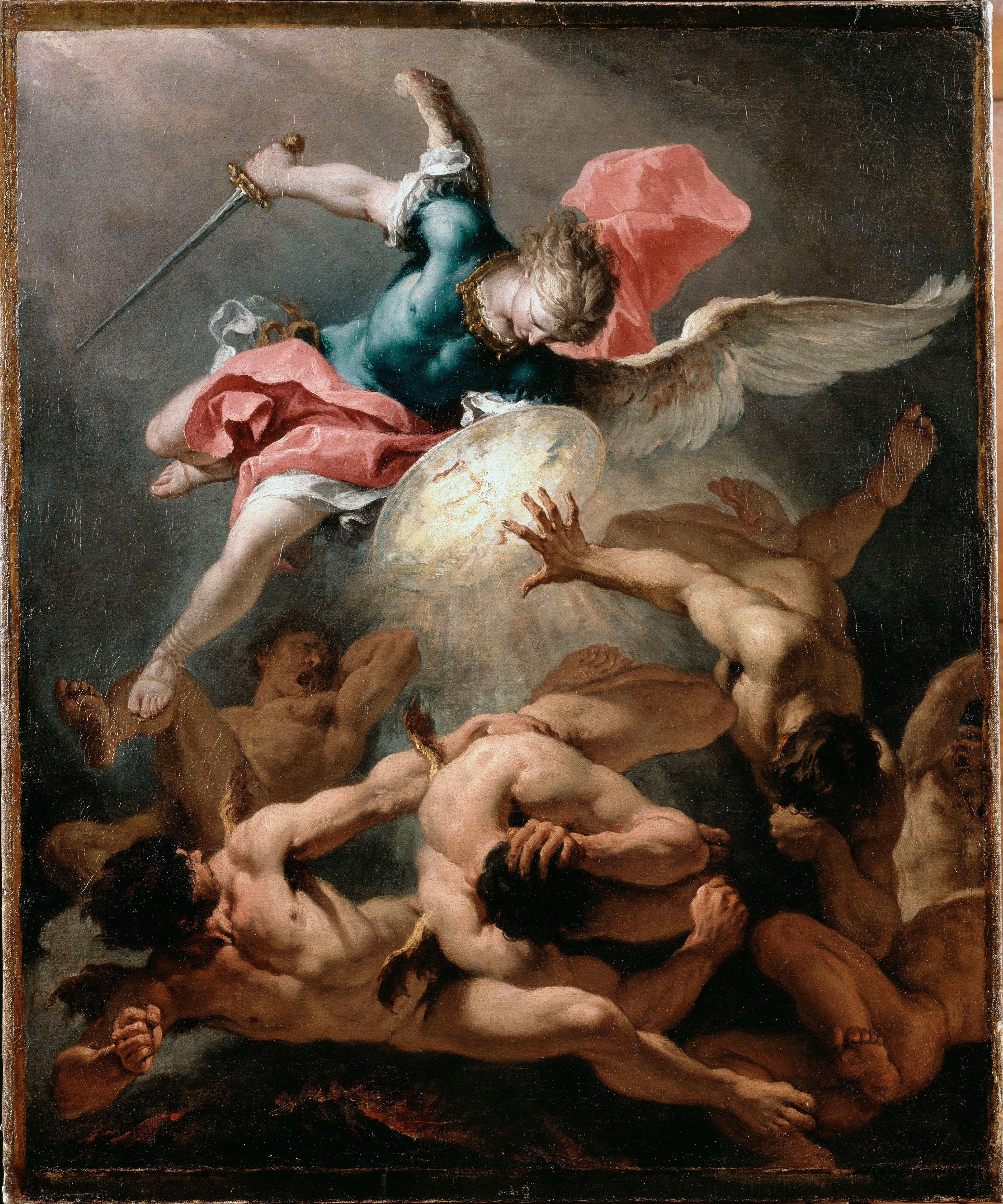
La Chute des anges rebelles Sebastiano Ricci, v. 1720 Dulwich Picture Gallery, Londres
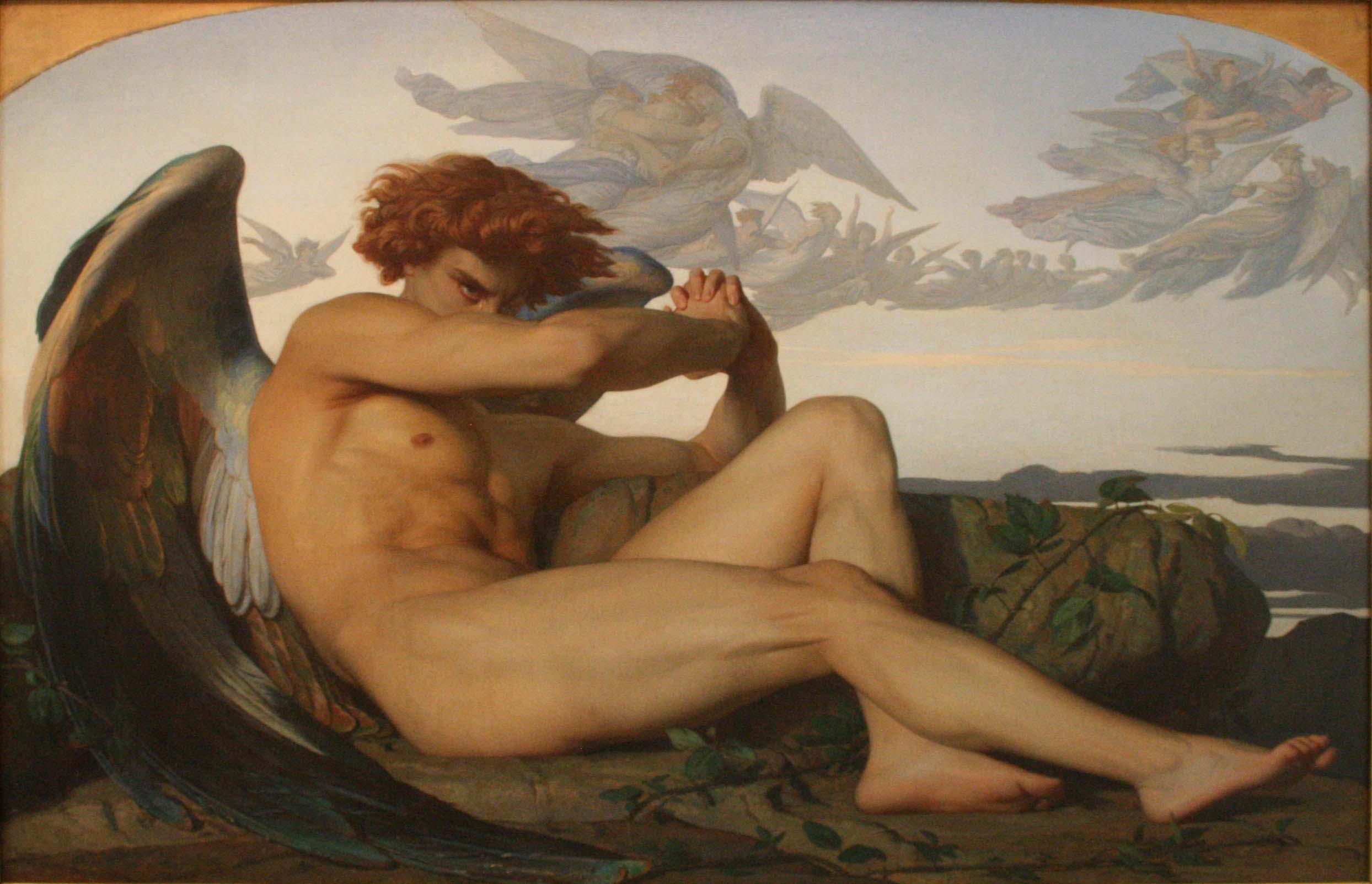
L'Ange déchu Alexandre Cabanel (1847)
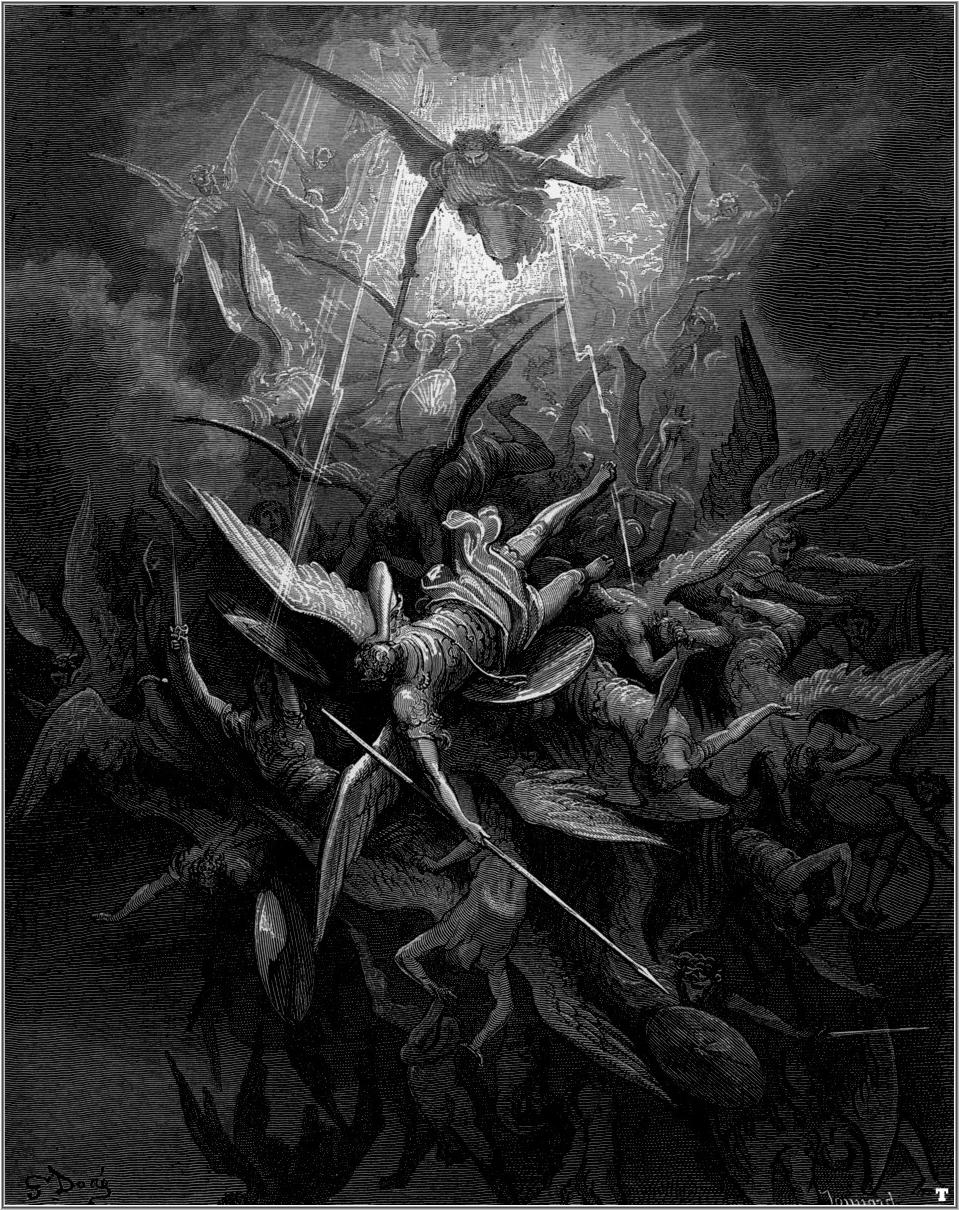
Les Anges déchus illustration de Gustave Doré pour Le Paradis perdu de John Milton (1866)

## Dans la culture

### Filmographie
- Les Anges déchus est un film de Wong Kar-wai dont le titre original est Duo luo tian shi, réalisé en 1995 à Hong Kong.
- Les Anges déchus est un film de Gianni Franciolini dont le titre original est Il mondo le condanna réalisé en 1953.
- Lucifer (série télévisée)
- Supernatural (série télévisée) saison 10-épisode 20 Angel heart.

### Jeux vidéo
- Call of Duty: Black Ops II est le nom d'une mission de la campagne.

- Dans  League of Legends  , Le personnage de Morgana est un ange déchu .

- Dans le jeu vidéo Dungeon Keeper Une créature du bestiaire s’intitulant « Ange noir » est un ange déchu .

### Littérature
- Le Paradis perdu (John Milton) .

- Dans la Divine Comédie de Dante, Lucifer est décrit comme étant un ange rebelle, dont la chute aurait créé l'enfer en s'enfonçant au centre de la terre. Il réside dans le dernier cercle de l'enfer, en train de broyer de ses trois gueules de ses trois visages, les trois plus grands traîtres de l'humanité que sont Cassius, Brutus et Judas. Lucifer est également le garde du portail menant au purgatoire.[réf. souhaitée].
- Dans la trilogie À la Croisée des Mondes, de Philip Pullman, où les anges rebelles se rangent du côté de Lord Asriel pour combattre l'Autorité et son Royaume des Cieux.

### Autres
- Dans Yu-Gi-Oh! Jeu de cartes à jouer les Anges Déchus sont un archétype de monstres TÉNÈBRES/Elfe, dont l’un des meilleurs monstres en termes d’Atk/Def est à l’image de Lucifer, de son nom original japonais 堕天使ルシフェル[51] (Ange Déchu Lucifer). Son nom français est «Ange Déchu Étoile du Matin» et son nom anglais « Darklord Morningstar », les noms occidentaux ayant parfois des degrés de censure divergents.
- Dans High School DxD les Anges Déchus sont l'une des trois factions de la Bible avec les Anges et les Démons. Par leurs actions et pensées impures, les Anges peuvent perdre la grâce de Dieu et devenir des Anges Déchus. Ils restent malgré tout des ennemis des Démons par leur capacité à créer des armes de Lumière, héritée de leur passé divin.